# Condado de Randolph (Carolina del Norte)
El condado de Randolph (en inglés: Randolph County, North Carolina), fundado en 1779, es uno de los 100 condados del estado estadounidense de Carolina del Norte. En el censo de los Estados Unidos de 2020 tenía una población de 144 171 habitantes y en lo de 2010 tenía una densidad poblacional de 181.1 personas por milla². La sede del condado es Asheboro.

## Geografía
Según la Oficina del Censo, el condado tiene un área total de 2046 km² (790 mi²), de la cual 2038 km² (786,9 mi²) es tierra y 8 km² (3,1 mi²) es agua.

### Municipios
El condado se divide en veinte municipios: Municipio de Asheboro, Municipio de Back Creek, Municipio de Brower, Municipio de Cedar Grove, Municipio de Coleridge, , Municipio de Concord, Municipio de Columbia, Municipio de Franklinville, Municipio de Grant, Municipio de Level Cross, Municipio de Liberty, Municipio de New Hope, Municipio de New Market, Municipio de Pleasant Grove, Municipio de Providence, Municipio de Randleman, Municipio de Richland, Municipio de Tabernacle, Municipio de Trinity y Municipio de Union.

### Condados adyacentes
- Condado de Guiford - norte
- Condado de Amance - noreste
- Condado de Chatham - este
- Condado de Moore - sureste
- Condado de Montgomery - suroeste
- Condado de Davisdson - oeste

## Demografía
En el 2000 la renta per cápita promedia del condado era de $38 348, y el ingreso promedio para una familia era de $44 369. El ingreso per cápita para el condado era de $18 236. En 2000 los hombres tenían un ingreso per cápita de $30 575 contra $22 503 para las mujeres. Alrededor del 9.10% de la población estaba bajo el umbral de pobreza nacional.

## Lugares

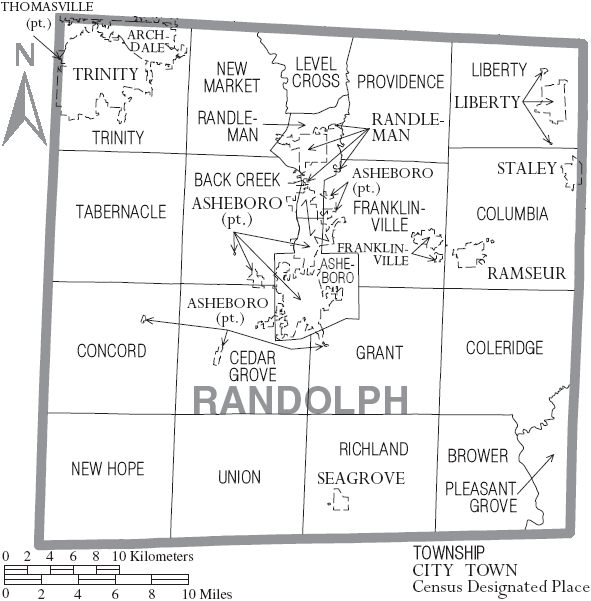
Mapa del Condado de Randolph en Carolina del Norte con sus municipios

### Ciudades y pueblos
- Archdale
- Asheboro
- Franklinville
- High Point (parte)
- Liberty
- Ramseur
- Randleman
- Seagrove
- Staley
- Trinity

### Comunidades no incorporadas
- Sophia